# 第21屆金馬獎
第21屆金馬獎，1984年中華民國與華語電影業界的年度盛事之一，表揚年度傑出華語電影作品與電影工作者。

## 簡介
本屆最佳影片由《老莫的第二個春天》獲得，除吳念真獲最佳編劇獎外，其他項目都鎩羽而歸，《玉卿嫂》、《金大班的最後一夜》都是白先勇的故事改編，《省港旗兵》雖然大都是新人演出，在麥當雄強力運鏡執導下，成績亮眼。
最佳導演獎由麥當雄獲得，雖然演員多為新人，但是好萊塢式拍攝技巧，臺、港均賣出好票房；楊惠姍以《小逃犯》封后；常楓則以《頤園飄香》再度摘下最佳男配角獎，《油麻菜籽》陳秋燕勇奪女配角獎。

## 入圍暨得獎名單
下列之標記為該獎項之得獎者。
壹、影片獎項

### 最佳紀錄片
貳、個人獎項

### 最佳女配角
註: 陳秋燕原本報名角逐影后，評審主動改為入圍女配角獎

## 多項提名及得獎

### 多項提名
下列13部電影獲得多項提名。
| 提名數量 | 電影名稱             | 提名獎項                                                                           |
| -------- | -------------------- | ---------------------------------------------------------------------------------- |
| 7        | 《玉卿嫂》           | 最佳劇情片、最佳導演、最佳童星、最佳改編劇本、最佳美術設計、最佳原著音樂、最佳錄音 |
| 6        | 《省港旗兵》         | 最佳劇情片、最佳導演、最佳原著劇本、最佳攝影、最佳剪輯、最佳錄音                   |
| 5        | 《老莫的第二個春天》 | 最佳劇情片、最佳男主角、最佳女主角、最佳男配角、最佳原著劇本                       |
| 4        | 《花城》             | 最佳攝影、最佳美術設計、最佳服裝設計、最佳原著音樂                                 |
| 4        | 《唐朝豪放女》       | 最佳女配角、最佳美術設計、最佳服裝設計、最佳原著音樂                               |
| 4        | 《小逃犯》           | 最佳劇情片、最佳女主角、最佳女配角、最佳童星                                       |
| 4        | 《風櫃來的人》       | 最佳劇情片、最佳導演、最佳攝影、最佳剪輯                                           |
| 3        | 《公僕》             | 最佳劇情片、最佳男主角、最佳男配角                                                 |
| 3        | 《金大班的最後一夜》 | 最佳女主角、最佳服裝設計、最佳電影插曲                                             |
| 2        | 《油麻菜籽》         | 最佳女配角、最佳改編劇本                                                           |
| 2        | 《頤園飄香》         | 最佳男配角、最佳原著劇本                                                           |
| 2        | 《冬冬的假期》       | 最佳童星、最佳改編劇本                                                             |
| 2        | 《A計劃》            | 最佳男主角、最佳剪輯                                                               |

### 得獎統計
其中5部電影獲得多項獎項（僅計入正式競賽獎項）。
| 得獎數量 | 電影名稱             | 得獎獎項                         |
| -------- | -------------------- | -------------------------------- |
| 3        | 《玉卿嫂》           | 最佳童星、最佳原著音樂、最佳錄音 |
| 2        | 《省港旗兵》         | 最佳導演、最佳剪輯               |
| 2        | 《老莫的第二個春天》 | 最佳劇情片、最佳原著劇本         |
| 2        | 《金大班的最後一夜》 | 最佳服裝設計、最佳電影插曲       |
| 2        | 《油麻菜籽》         | 最佳女配角、最佳改編劇本         |
| 1        | 《花城》             | 最佳攝影                         |
| 1        | 《唐朝豪放女》       | 最佳美術設計                     |
| 1        | 《小逃犯》           | 最佳女主角                       |
| 1        | 《公僕》             | 最佳男主角                       |
| 1        | 《頤園飄香》         | 最佳男配角                       |
| 1        | 《四季如春的台北》   | 最佳紀錄片                       |

## 外部連結
- 第21屆金馬獎名單 （页面存档备份，存于）（繁體中文）
- 國家電影中心圖書館-第二十一屆金馬獎頒獎典禮
- 時光網-第21届台湾电影金马奖 （页面存档备份，存于）